# Сантарен (мікрорегіон)

Сантарен на карті

Сантарен (порт. Microrregião de Santarém) — мікрорегіон в Бразилії, входить в штат Пара. Складова частина мезорегіону Байшу-Амазонас. Населення становить 484 523 чоловік (на 2010 рік). Площа — 92 474,335 км². Густота населення — 5,24 чол./км².

## Склад мікрорегіону
До складу мікрорегіону включені наступні муніципалітети:
1. Аленкер
2. Белтерра
3. Куруа
4. Можуі-дус-Кампус
5. Монті-Алегрі
6. Плакас
7. Праінья
8. Сантарен

| Бразилія | Це незавершена стаття з географії Бразилії. Ви можете допомогти проєкту, виправивши або дописавши її. |